# Piano d'azione di Lagos
Il Piano d'azione di Lagos (ufficialmente: Piano d'azione di Lagos per lo sviluppo economico dell'Africa, 1980–2000) era un piano supportato dall'Organizzazione dell'unità africana per incrementare l'autosufficienza dell'Africa. Fu abbozzato a Lagos in Nigeria nell'aprile 1980, durante una conferenza cui partecipavano diversi leader africani. È stato definito come la risposta collettiva degli stati africani alla relazione Berg pubblicata della Banca Mondiale nel 1981. Il piano imputava la crisi economica dell'Africa ai programmi di aggiustamento strutturale della Banca Mondiale e del Fondo Monetario Internazionale e alla vulnerabilità delle economie africane agli shock economici mondiali, come la crisi petrolifera del 1973.
La relazione sosteneva che lo sviluppo in Africa poteva essere raggiunto mediante un minor affidamento sull'estrazione di materie prime, sull'industrializzazione, sull'uguaglianza globale nei rapporti commerciali, e un aumento degli aiuti assistenziali allo sviluppo da parte della comunità internazionale. Gli studiosi africanisti notarono l'assenza nella relazione di una qualsiasi imputazione ai, o richiesta di riforma dei, governi locali dell'Africa. Questo era in netto contrasto con la relazione Berg, che addossava la responsabilità della condizione africana esclusivamente ai leader africani, senza alcuna responsabilità da parte della comunità internazionale.

## Storia

### Origini
Le origini del piano sono da tracciare nella Risoluzione di Monrovia del 1979, attraverso la quale i vari paesi africani sollecitarono l'istituzione di un programma di sviluppo, autosufficienza e integrazione economica. L'iniziativa fu affrontata dalla Commissione economica per l'Africa (ECA) e dall'Organizzazione dell'unità africana (OUA). Questi due organismi, un anno dopo, abbozzarono un programma ventennale durante una conferenza dell'OUA a Lagos.
Il motivo per il quale i vari paesi africani giunsero a questa decisione fu anche dovuta alle condizioni economiche successive al periodo di decolonizzazione. Per tutta la durata degli anni Sessanta e Settanta, la spinta emotiva dell'indipendentismo si arrestò, lasciando spazio a un profondo scoraggiamento dovuto al crollo del prodotto interno lordo di molti paesi, e all'aumento astronomico dei livelli di debito. A nulla valsero i tentativi di alcuni paesi in via di sviluppo, in seno alla Conferenza delle Nazioni Unite sul commercio e lo sviluppo, di istituire un Nuovo ordine economico internazionale. Ulteriori tentativi della Conferenza di affrontare il problema fallirono miseramente, sino al 1979. Visto che tutti i tentativi globali erano falliti, il Piano d'azione appariva come una panacea che avrebbe sostenuto i paesi africani attraverso l'indipendenza economica. Il preambolo del Piano infatti recitava:

### Caratteristiche
L'idea di base del Piano era la costruzione delle basi per un'economia indipendente e durevole. La speranza dei paesi partecipanti era che entro il 2000 in Africa si sarebbe istituita un'unione economica africana. Il Piano inoltre riconosceva il problema dell'approvvigionamento di cibo come fondamentale per qualsiasi progetto economico, ed evidenziava l'eccessivo affidamento dei paesi sulle importazioni e sulle esportazioni. Andava quindi previsto un modello che avrebbe garantito l'autosufficienza alimentare e una minore dipendenza dalle esportazioni e dal sostegno tecnico straniero. L'obiettivo principale era quindi lo sviluppo agricolo dell'Africa, e come ultimo risultato avrebbe prodotto il totale sradicamento della povertà dal continente.

## Sviluppo nel dopoguerra
Dal primo dopoguerra fino alla fine degli anni '80, la crescita della domanda mondiale di prodotti finiti attrasse lo sviluppo del mercato delle materie prime e dell'industria mineraria estrattiva nel continente africano, rappresentando una concreta opportunità di affrancamento dalle potenze economiche europee sia per i governi dei neocostituiti Stati ex coloniali che per le amministrazioni socialiste delle repubbliche che erano indipendenti già durante l'età coloniale.
Nelle ultime due decadi del XX secolo, mentre aumentavano gli investimenti esteri delle multinazionali, avveniva una anche una graduale stretta dei rubinetti del credito a favore delle grandi imprese di Stato. La completa liberalizzazione, privatizzazione e deregolamentazione del settore fu un processo guidato anche dalle pressioni internazionali della Banca Mondiale e del Fondo Monetario Internazionale che subordinarono la concessione di prestiti e aiuti all'approvazione di leggi e regolamenti di riforma orientati all'attuazione di Structural Adjustment Programmes (SAP) orientati nella direzione del libero mercato.

### Anni '90: Banca Mondiale e FMI
Tuttavia, ancora nel 1992 la Banca Mondiale stimava che l'industria estrattiva dell'Africa fosse molto lontano dal suo potenziale limite di crescita, attraendo appena il 5% degli investimenti mondiali del settore minerario. La Banca Mondiale inviò quindi un sondaggio a 80 compagnie estrattive sulla base del quale promulgò una Strategy for African Mining, a cui sei anni più tardi seguì il documento attuativo Assistance for Mineral Sector Development and Reform in Member Countries La Banca Mondiale impose la soddisfazioe del regime fiscale e legale favorevole richiesto dagli investitori stranieri, una politica di contenimento della volatilità dei tassi di cambio e del rischio valutario, la garanzia del controllo diretto dei privati sui propri capitali investiti, un'attenuazione dell'alta rischio di mercato legato al settore specialmente in aree geografiche nelle quali non erano noti dati geologici accurati e certificati.
Le compagnie intervistate rilevarono che il settore minerario presenta in sé e per sé un basso indice di correlazione con gli altri settori economici e, diversamente da essi, è indipendente dalla politica ed è svincolato dalle macrovariabili e dalla congiuntura dell'economia nazionale. Tuttavia, i due principali documenti della Banca Mondiale non presero in esame le potenziali sinergie, anche logistiche, fra settori economici diversi, come ad esempio la possibilità di concentrare parte dell'industria di trasformazione direttamente nei Paesi di origine, puntando all'esportazione di semilavorati anziché di materie prime grezze.

Mentre viene stabilito il principio dello Stato come regolatore e facilitatore, i documenti non forniscono indicazioni concrete per la sua implementazione. Anche in seguito, il ridimensionamento del ruolo dello Stato nell'economia fu molto rapido, associato a un minimo grado di coinvolgimento dei Paesi interessati e alla totale assenza di autorità amministrative indipendenti per la regolamentazione del settore e la determinazione di un prezzo di mercato delle risorse naturali equamente remunerativo per lo Stato.